# Trigonopterus abnormis
Trigonopterus abnormis – gatunek chrząszcza z rodziny ryjkowcowatych i podrodziny krytoryjków.
Gatunek ten opisany został po raz pierwszy w 2019 roku przez Alexandra Riedela na łamach „ZooKeys”. Współautorem publikacji jest Raden Pramesa Narakusumo. Jako miejsce typowe wskazano drogę z Wawotobi do Lasolo w mieście Kendari na terenie prowincji Celebes Południowo-Wschodni. Epitet gatunkowy abnormis oznacza po łacinie „nienormalny” i odnosi się do kształtu ciała tego chrząszcza.
Chrząszcz o ciele długości 2–3 mm, ubarwionym czarno z rdzawymi czułkami i odnóżami. Zarys ciała odznacza się zwężeniem między przedpleczem a pokrywami oraz silnie wystającymi ku bokom barkami pokryw. Ryjek ma w nasadowej połowie po stronie grzbietowej listewkę środkową i parę listewek przyśrodkowych, zaś przód grubo punktowany. Epistom u samicy jest słabo zaznaczony, zaś u samca ma poprzeczną listewkę i parę przyśrodkowych ząbków. Przedplecze jest niemal kwadratowe w zarysie, grubo punktowane i z niemal gładkim oskórkiem między punktami. Pokrywy mają niewyraźnie rzędy, z których część zaznaczona jest za pomocą szeregów włosków. Powierzchnia pokryw jest gęsto i bezładnie punktowana z mniejszymi punktami u nasady większych. Odnóża mają wyraźne, karbowane listewki przednio-brzuszne ud, w przypadku środkowej i tylnej pary zwieńczone ząbkiem. Tylna para ud ma ponadto piłkowaną krawędź grzbietowo-tylną i łatę elementów strydulacyjnych przed wierzchołkiem. Genitalia samca cechują się prąciem podzielonym na zesklerotyzowaną ramkę i przejrzyste boczne flanki, 3,1 raza dłuższą od prącia apodemą oraz pozbawionym wyraźnych nabrzmiałości przewodem wytryskowym.
Ryjkowiec ten zasiedla ściółkę nizinnych lasów. Spotykany był na wysokości 480 m n.p.m.
Owad ten jest endemitem indonezyjskiej wyspy Celebes. Znany jest tylko z prowincji Celebes Południowo-Wschodni.